# 弐番目のタフガキ
弐番目のタフガキ (second toughest in the infants) は、アンダーワールドのアルバム。発売は1996年3月19日。
1996年発売の日本盤の邦題は、『2番目のタフガキ』になっていた。

## パールズ・ガール
このアルバムには彼らの最も有名な楽曲の一つである『パールズ・ガール』が含まれている。タイトルの「パールズ・ガール」とはイギリスで盛んなドッグレースのグレイハウンド犬の名前である。また一部ファンの間では歌いだしの「Rioja Rioja」（Riojaはスペインのラ・リオハ州の事）が「Korea Korea」と聞こえるとされているが、イギリス英語では「Rioja」は、アメリカ英語風に「リオハ」ではなく、「リオカ」と発音するため「リオカ リオカ」と歌っているのが正しい。

## 収録曲
特筆無い限り、全曲emerson/smith/hyde作曲
1. juanita : kiteless : to dream of love
2. banstyle/sappys curry
3. confusion the waitress
4. rowla
5. pearls girl
6. air towel
7. blueski
8. stagger

12cmボーナスCD (日本生産限定盤のみ、収録時間: 40分08秒)
1. born slippy (nuxx) (smith/hyde作曲)
2. rez (smith/hyde作曲)
3. cherry pie
4. pearls girl (carp dreams mix)

8cmボーナスCD (日本再発盤のみ、収録時間: 17分11秒)
1. born slippy (short) (smith/hyde作曲)
2. pearls girl (14966 version)
3. puppies

## 日本での発売形態 (CDフォーマット)
| 発売日         | レーベル                  | カタログ番号   | 備考                       |
| 1996年5月22日  | ソニーレコーズ            | SRCS 8031-8032 | 12cmボーナスCD付生産限定盤 |
| 1996年6月21日  | ソニーレコーズ            | SRCS 8033      |                            |
| 2001年9月27日  | V2レコーズジャパン        | V2CI 109-110   | 8cmボーナスCD付            |
| 2014年11月19日 | ユニバーサル ミュージック | UICY 25428     |                            |